# Thomas Joseph Ryan (Politiker, 1876)

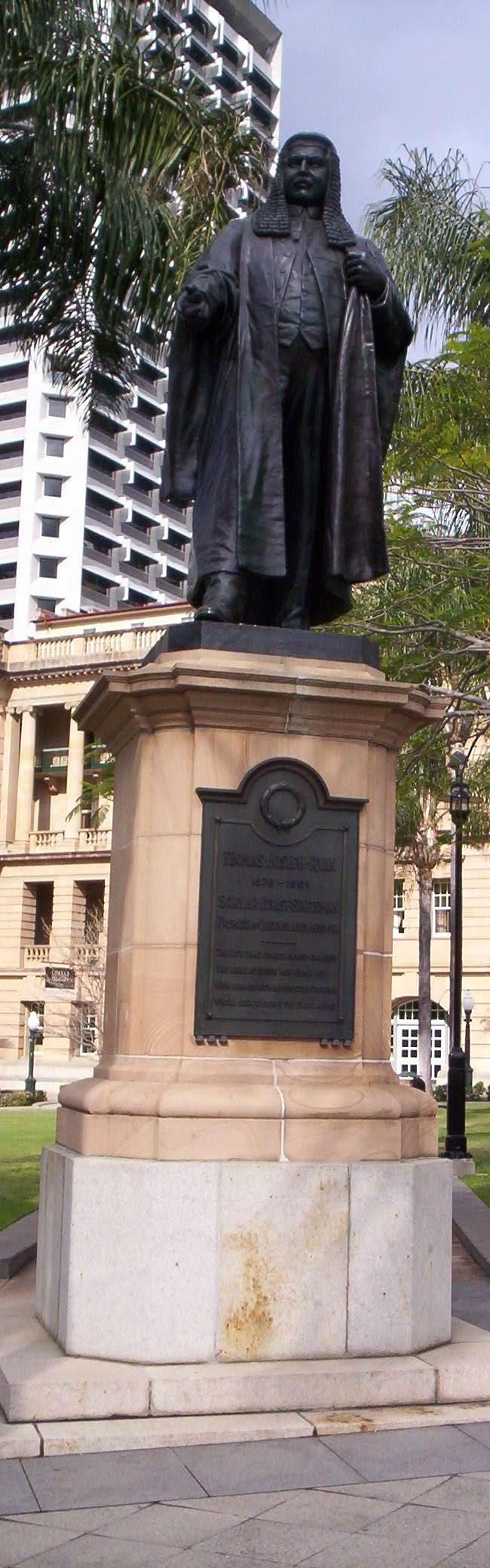
Statue von Ryan in Brisbane

Thomas Joseph Ryan (* 1. Juli 1876, Port Fairy, Vitoria; † 1. August 1921, Barcaldine, Queensland) war Premierminister von Queensland, Australien vom Mai 1915 bis Oktober 1919 und Politiker der Australian Labor Party.

## Leben
Thomas Ryan ging am South Melbourne College (heute: Xavier College) zur Schule und studierte an der University of Melbourne, wo er zum Bachelor of Arts und Bachelor of Law abschloss. Er qualifizierte sich sowohl in den Wissenschaften der Kunst als auch in Rechtswissenschaften zum Master und unterrichtete als Lehrer an verschiedenen Grammar Schools in Melbourne, Launceston, Maryborough und Rockhampton. Seine Lehrertätigkeit gab er im Dezember auf, arbeitete in Queensland am Gericht und war als Anwalt in Rockhampton an niederen und in Brisbane an höheren Gerichten zugelassen. In Rockhampton trat er 1900 in die Australian Natives Association ein und wurde deren regionaler Präsident. 
Er heiratete 1910 und hatte einen Sohn und eine Tochter.

## Politische Laufbahn
Thomas Ryan kandidierte 1903 für das Australische Repräsentantenhaus und 1907 für die Legislatur des Bundesstaates Queensland, jeweils ohne Erfolg. Im Oktober 1909 kam er für die Australian Labor Party in Queensland ins Parlament, wo er für zehn Jahre blieb. Nach der Wiederwahl in Queensland im Jahre 1912 wurde er zum Parteiführer der australischen Labor Party als Nachfolger von David Bowman gewählt.
Die Regierung von Ryan war die erste Mehrheitsregierung der Labor Party in Queensland. Einige der acht Mitglieder seines Kabinetts stammten aus dem Schafscherer-Streik von 1891, der letztlich zur Gründung der Australian Labor Party führte. Seine Regierung war mit ihrer arbeiterfreundlichen Politik beispielgebend für künftige australische Laborregierungen, da diese Regierung nach ihrem ersten Wahlerfolg bis ins Jahr 1957 in Queensland an der Macht blieb. Die Reform der Arbeiter- und Landarbeiterrechte war Hauptinhalt seiner Regierungszeit. Bei der Wahl im Mai 1915 wurde die Laborparty mit großer Mehrheit gewählt und Ryan wurde Premierminister und Justizminister. Seine Regierung erließ zahlreiche soziale Gesetze beispielsweise für ein Schiedsgericht bei Industriekonflikten, Regelungen für Kündigungen und Entschädigungen von Arbeitern, Arbeitssicherheit und Sicherheit auf Arbeitsgerüsten sowie Gesetze zum Handel und für Geschäftsabwicklungen. Diese gesetzlichen Regelungen begünstigten die staatliche und die private Wohlfahrt, ferner auch die Entwicklung von staatlichen Wirtschaftsaktivitäten im Eisenbahn- und Hotelwesens. Kohleminen wurden eröffnet, die Eisen- und Stahlindustrie entwickelte sich und ein staatliches Versicherungswesen wurde aufgebaut. 1918 wurde Ryan mit großer Mehrheit wiedergewählt. Er führte die Labor Party während der Wahl im Jahre 1919 auf der Bundesebene und wurde ins Abgeordnetenhaus gewählt.
Ryan war der einzige Premierminister Australiens, der aktiv in den beiden Volksabstimmungen von 1916 und 1917 gegen die Einführung der allgemeinen Wehrpflicht in Australien von Billy Hughes opponierte.
Ryan befürwortete die Beibehaltung der White Australia Policy.

## Ehrungen
Auf der Plakette seiner Statue im Queens Gardens in Brisbane ist eingraviert: Lehrer-Jurist-Staatsmann. Nach ihm ist ein Wahlbezirk in Australien, die Division of Ryan benannt.